# Sommet inter-coréen d'avril 2018
Le sommet inter-coréen d'avril 2018 est une rencontre entre les dirigeants des deux Corée, Moon Jae-in, président de la Corée du Sud, et Kim Jong-un, dirigeant suprême de la Corée du Nord. Ce sommet a lieu le 27 avril 2018 du côté sud-coréen de la « Zone de sécurité conjointe » à Panmunjeom, à la frontière entre les deux États et à l'endroit même où fut signé l'armistice de 1953.
Ce sommet est le troisième de ce type entre la Corée du Nord et la Corée du Sud et le premier depuis 2007 (voir Sommet inter-coréen de 2007) et c'est le deuxième voyage officiel de Kim Jong-Un. À cette occasion et pour la première fois depuis la fin de la guerre de Corée en 1953, un dirigeant nord-coréen se rend en territoire sud-coréen.
Il débouche sur la Déclaration de Panmunjeom, qui affirme l'intention commune de « ne plus vouloir de guerre dans la péninsule », de mettre fin aux hostilités et de signer un traité de paix d'ici la fin de l'année 2018 ; les deux États s'engagent en outre à dénucléariser la péninsule, aussi bien côté sud-coréen (qui ne dispose pas de l'arme atomique mais se trouve sous parapluie nucléaire américain) que nord-coréen.

## Contexte

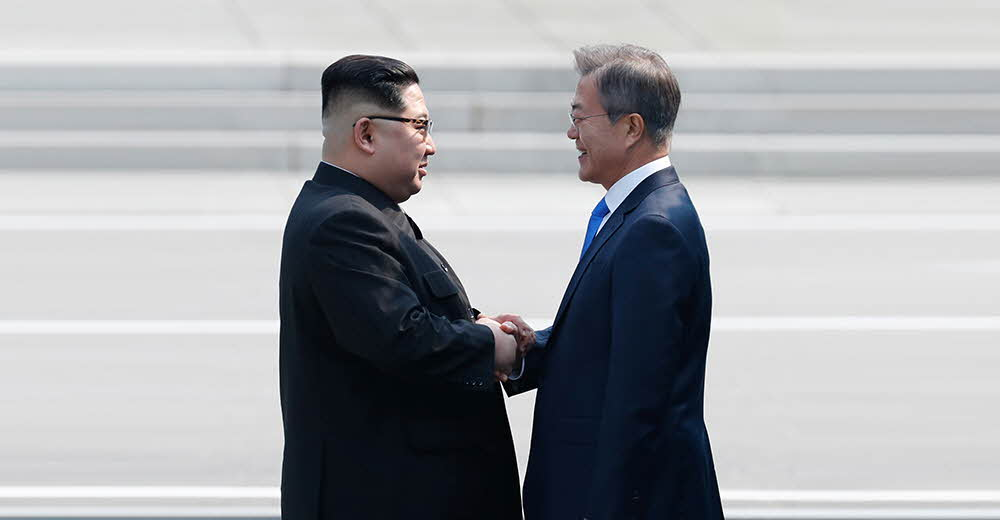
Les dirigeants coréens Kim Jong-un et Moon Jae-in se serrant la main lors du sommet inter-coréen de 2018.

### Avant sommet
Ce sommet s’inscrit dans une période de réchauffement des relations diplomatiques entre la Corée du Nord et le reste du monde, depuis le discours de Kim Jong-un du 1er janvier 2018 et cela s'inscrit après l'élection de mai 2017 de Moon Jae-In, ayant basé son élection sur la politique de la main tendue avec la Corée du Nord. Après avoir développé son arsenal nucléaire, et procédé à un dernier essai nucléaire en novembre 2017, la Corée du Nord a fait l'objet d'une décision de l'ONU la condamnant à des sanctions internationales. Elle a cependant envoyé une délégation aux Jeux olympiques d'hiver de 2018 en Corée du Sud à Pyeongchang, et les deux Corée ont défilé ensemble lors de la cérémonie d'ouverture. La sœur du dirigeant nord-coréen, Kim Yo-jong a assisté à cette cérémonie, ce qui fait d'elle le premier membre de la dynastie nord-coréenne des Kim à se rendre en Corée du Sud depuis la fin de la guerre en 1953. Les deux États ont en outre aligné une équipe commune dans le tournoi féminin de hockey sur glace.
Ce sommet a lieu quelques semaines avant la rencontre du 12 juin 2018 entre la Corée du Nord et les États-Unis.
Dans sa politique du Byongjin — développement des armes nucléaires et de l'économie —, le dirigeant de la Corée du Nord, Kim Jong-un, annonce que le « développement nucléaire » est accompli — justifiant sa « nouvelle ligne stratégique » à l'approche du Sommet inter-Coréen d'avril 2018 et du sommet avec le président des États-Unis (en), Donald Trump,. Il ajoute qu'« à partir du 21 avril, la Corée du Nord va cesser ses essais nucléaires et les lancements de missiles balistiques intercontinentaux ». Dans le même temps, le 21 avril 2018, Kim Jong-un, annonce que le second objectif, « le développement de l’économie socialiste », demande maintenant à être « approfondi ».

## Préparation du sommet
Lors d'une réunion préparatoire le 4 avril 2018, les hauts responsables des gouvernements des deux Corée ont mis au point les détails du sommet à la Maison de la Paix. Il est alors annoncé par la Maison Bleue que le sommet portera principalement sur la dénucléarisation, l'établissement de la paix et l'amélioration des relations inter-coréennes pour le bénéfice mutuel des deux États,. Les questions relatives aux droits de l'homme en Corée du Nord ne figurent pas à l'ordre du jour, bien que plus de 200 ONG l'aient réclamé. De même, la demande du Japon d'ajouter aux discussions le sujet des enlèvements de citoyens japonais par la Corée du Nord est restée vaine.
La Corée du Nord a accepté que le lieu de la rencontre soit la Maison de la Paix du côté sud de la ligne de démarcation militaire (LDM), à Panmunjeom, où fut signé l'armistice de 1953.

## Sommet

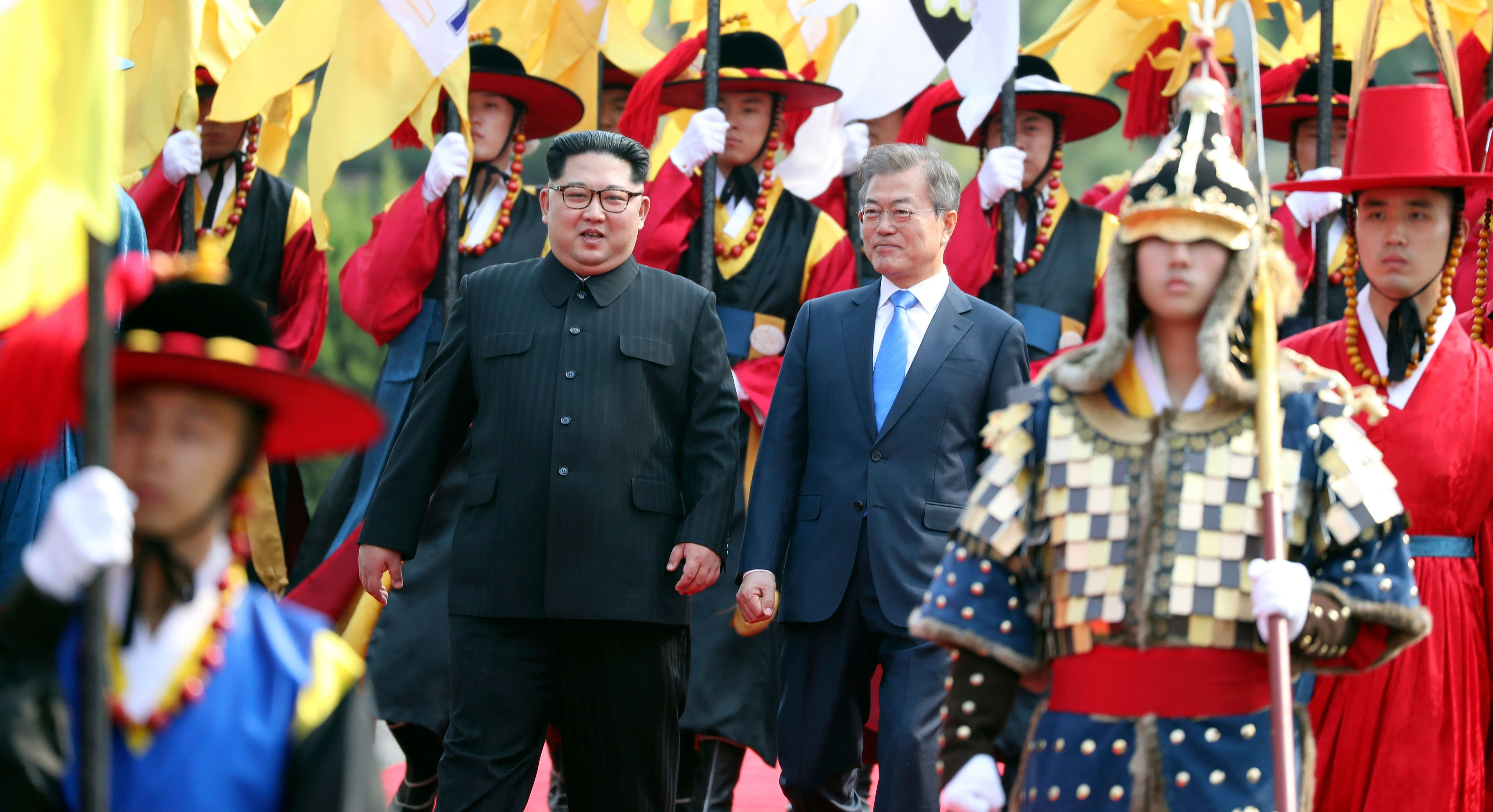
Kim Jong-un et Moon Jae-in accompagnés de la garde d'honneur sud-coréenne en tenue traditionnelle.

Le sommet a eu lieu côté Corée du Sud de la ligne de démarcation militaire (LDM), dans la zone de la Joint Security Area, dans la Maison de la Paix (House of Peace),.
Durant cette première réunion, les deux dirigeants se sont serré la main, sur la ligne de démarcation, ce qui a été diffusé en direct en Corée du Sud.
Moon a accepté une invitation de Kim à passer brièvement du côté nord de la LDM avant que les deux dirigeants ne se dirigent ensemble vers la Maison de la Paix.
Le sommet a eu lieu sur une journée, la matinée étant consacrée aux échanges bilatéraux à la Maison de la Paix. La Déclaration de Panmunjeom est publiée durant l'après midi.
En plus des discussions, les deux dirigeants ont symboliquement planté un pin, cérémonie lors de laquelle ont été utilisées de la terre et de l'eau provenant des deux côtés de la frontière ; la terre provenait des monts Paektu en Corée du Nord, et Halla en Corée du Sud, qui sont respectivement le point culminant des deux États, et l'eau des fleuves Han à Séoul et Taedong à Pyongyang. Ils ont par ailleurs pris part à un banquet.
De nombreux symboles ont été déployés, y compris une table de réunion ovale mesurant 2 018 millimètres en référence à l'année 2018 et le menu du déjeuner a été choisi pour sa portée symbolique, par exemple des nouilles froides « mul naenmyeon » – typiques de Corée du Nord, mais appréciées dans toute la Corée – ont été servies.
La garde d'honneur de Corée du Sud a défilé, vêtue de la tenue de l’armée royale d’avant la colonisation japonaise (1910-1945), afin d'éviter toute allusion à la division des deux Corée.

## Autres invités

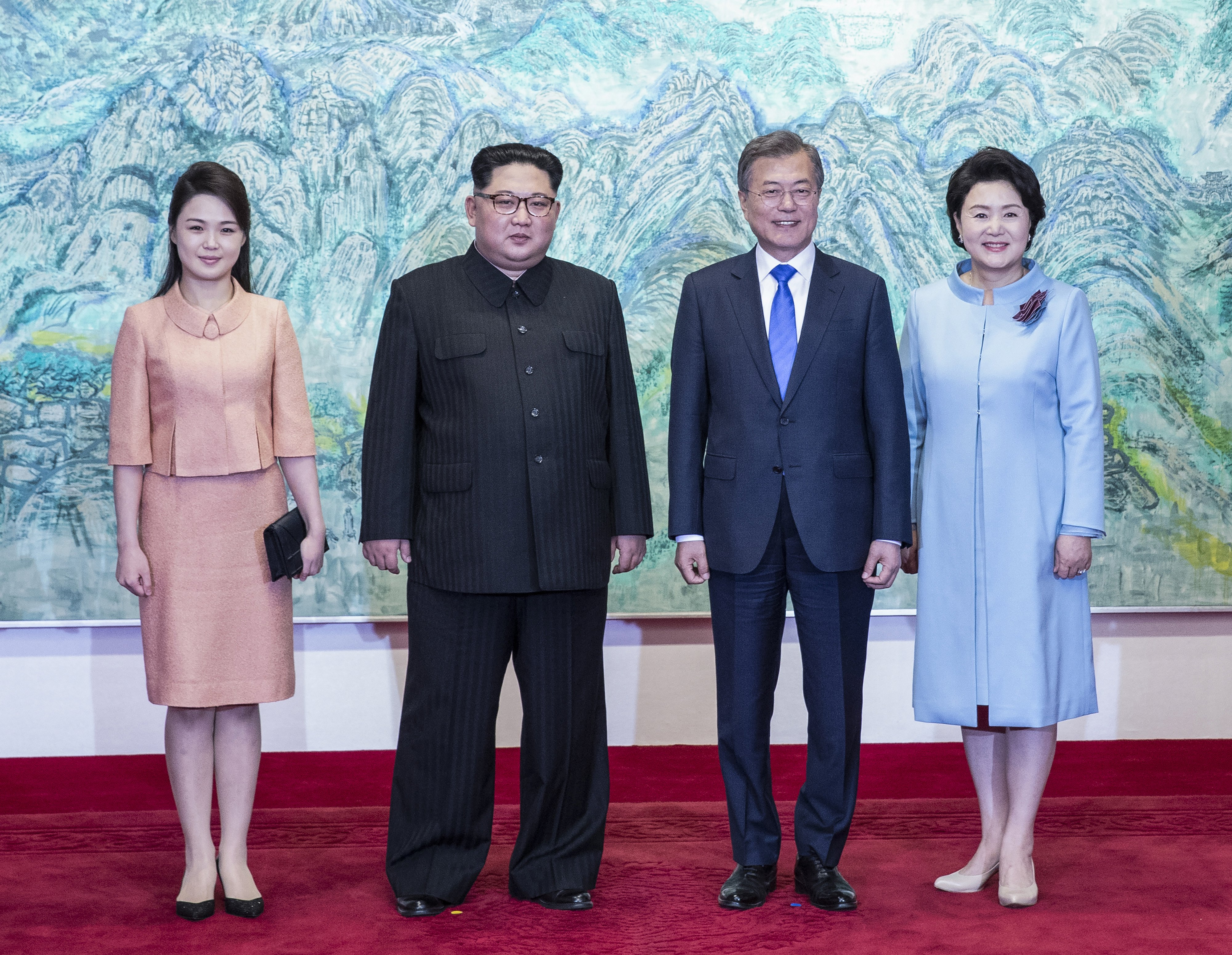
Les dirigeants coréens Kim Jong-un et Moon Jae-in accompagnés de leurs épouses Ri Sol-ju (à gauche) et Kim Jung-sook (à droite).

Les deux dirigeants étaient accompagnés de leurs épouses, Kim Jung-sook et Ri Sol-ju, et un certain nombre d'autres personnes étaient présentes :
 Corée du Nord
- Kim Yong-nam, président du Présidium de l'Assemblée et chef de l’État ;
- Kim Yo-jong, sœur de Kim Jong-un, directrice du département de la Propagande et de l'Agitation du Parti du travail de Corée ;
- Kim Yong-chol, vice-président du Parti du travail de Corée ;
- Choe Hwi, vice-président du Parti du travail de Corée ;
- Ri Son-gwon, président du Comité pour la réunification pacifique du pays ;
- Ri Myong-su, chef de l'état-major général de l'Armée populaire de Corée ;
- Ri Yong-ho, Ministre des Affaires étrangères ;
- Ri Su-yong (en), vice-président du Parti du travail de Corée ;
- Pak Yong-sik (en), Ministre de la Défense.

 Corée du Sud
- Chung Eui-yong (en), conseiller à la sécurité intérieure ;
- Seo Hoon (en), Directeur du service de renseignement sud-coréen ;
- Cho Myoung-gyon, Ministre de l'Unification ;
- Im Jong-seok (en), secrétaire présidentiel en chef, équivalent au statut de chef de cabinet, et président du comité préparatoire du sommet de la Corée du Sud ;
- Song Young-moo, Ministre de la Défense nationale ;
- Kang Kyung-wha, Ministre des affaires étrangères ;
- Jeong Kyeong-doo, président des chefs d'état-major interarmées.

## Déclaration de Panmunjeom
Ce sommet a donné lieu à une déclaration conjointe des deux Corée. Lors d'une conférence de presse conjointe, Kim Jong-un et Moon Jae-in ont annoncé plusieurs engagements concernant la coopération et la paix entre les deux États. Ceux-ci s'engagent notamment à travailler à la dénucléarisation de la péninsule coréenne, aussi bien côté sud (sous protection des armes nucléaires américaines) que côté nord.
De plus, les deux dirigeants sont convenus, plus tard dans l'année, de signer un traité de paix pour mettre fin à la guerre de Corée (à laquelle il n'a jamais été mis fin officiellement).
Enfin, les dirigeants se sont engagés à mettre fin aux « activités hostiles » entre les Corées, à la reprise des réunions des familles séparées par la frontière, à améliorer les relations Nord-Sud et à cesser la diffusion de messages de propagande le long de la frontière,,.
Cet accord, connu sous le nom de « Déclaration de Panmunjeom pour la paix, la prospérité et l'unification de la péninsule coréenne », a été signé par les deux dirigeants dans le village frontalier de Panmunjeom, en Corée du Sud.
La conférence de presse a été diffusée en direct à la télévision sud-coréenne. Cependant, la couverture en direct n'était pas disponible en Corée du Nord conformément à l'usage du régime qui ne diffuse pas en direct les apparitions de son dirigeant.
Les dirigeants ont promis une plus grande communication entre eux, et que Moon Jae-in se rendrait à Pyongyang durant l'automne 2018.

## Suites
Après le sommet, la presse nord-coréenne a annoncé dès le 28 avril la dénucléarisation du pays.
Le Ministère de la Défense nord-coréen a annoncé le 30 avril que les haut-parleurs diffusant des messages de propagande à la frontière allaient être retirés.
Le Parlement nord-coréen a en outre annoncé que conformément à l'engagement pris par les deux dirigeants lors de la rencontre, la Corée du Nord allait se mettre à l'heure sud-coréenne, en avançant son heure de 30 minutes pour rejoindre le fuseau UTC+09:00.

## Réactions internationales

### Chine
La Chine a immédiatement réagi, en saluant les progrès accomplis.
Hua Chunying, la porte-parole du ministère des Affaires étrangères, a cité un vers du célèbre auteur Lu Xun : « Après toutes les vicissitudes traversées, nous restons des frères. Lorsqu'on se revoit, un sourire chasse la rancune. ».
La presse officielle chinoise s'est également montrée élogieuse : « Le résultat montre la détermination des deux côtés d'écrire un nouveau chapitre de l'histoire », publie l'agence Chine nouvelle.
Toutefois le gouvernement chinois, qui a joué un rôle important dans le rapprochement entre les frères ennemis, entend bien se positionner comme l'arbitre de la région et ne pas laisser ce rôle aux Américains. Le journal Global Times, qui suit la ligne du Parti communiste chinois, conseille ainsi à Séoul de « continuer sur sa lancée au lieu d'être trop obéissant vis-à-vis de Washington. ».

### Japon
Le Japon constitue avec la Corée du Sud une des premières cibles potentielles de la menace nucléaire nord-coréenne, mais il entretient aussi avec les Corées des relations complexes et souvent tendues liées à l'occupation de la péninsule et à de nombreux différends, dont frontaliers.
À la suite du sommet, les réactions japonaises ont été positives :
« Je veux saluer ce pas positif vers une résolution d'ensemble de plusieurs questions concernant la Corée du Nord », a déclaré Shinzō Abe, Premier ministre du Japon.
Toutefois, le ministère japonais des Affaires étrangères avait émis une protestation auprès de l'ambassade de la République de Corée au Japon, dès le 24 avril 2018, au sujet de la présence au menu du sommet d'un dessert nommé « Dokdo ». Ce dessert à la mangue était accompagné de décorations de style coréen et d'une représentation de la péninsule coréenne qui comprenait les îles Dokdo. Les îles Dokdo (les Rochers Liancourt en français), sont un petit archipel situé à mi-chemin entre la République de Corée et le Japon, qui fait l'objet d'un différend de longue date sur sa souveraineté, les deux États le revendiquant. Le 27 avril 2018, Tarō Kōno, le ministre japonais des Affaires étrangères, a déclaré qu'il n'estimait pas nécessaire ce dessert « Dokdo » et a de nouveau affirmé que ce groupe d'îlots et de rochers faisait partie intégrante du territoire japonais.

### Russie
« Ce sont des nouvelles très positives ! » a déclaré à la presse le porte-parole du Kremlin, Dmitri Peskov. Le président russe Vladimir Poutine « a souligné à plusieurs reprises qu'un règlement viable et stable de la situation dans la péninsule coréenne ne peut se fonder que sur un dialogue direct. Et aujourd'hui nous voyons qu'un dialogue direct a eu lieu. ».

### États-Unis
Donald Trump a signalé dans un tweet « KOREAN WAR TO END! The United States, and all of its GREAT people, should be very proud of what is now taking place in Korea! », c'est-à-dire : « La guerre de Corée se termine ! Les États-Unis, et tout son grand peuple, doivent être très fiers de ce qui se passe actuellement en Corée ».

### Union européenne
La cheffe de la diplomatie européenne Federica Mogherini a déclaré « le chemin vers la paix est possible, contre toute attente ».

### Nations unies
Par le biais du Secrétaire général des Nations unies António Guterres, l'ONU a déclaré « salue[r] le courage et le leadership qui ont mené à des engagements importants » en qualifiant le sommet de « réellement historique » entre les dirigeants des deux Corée,,,.

## Galerie

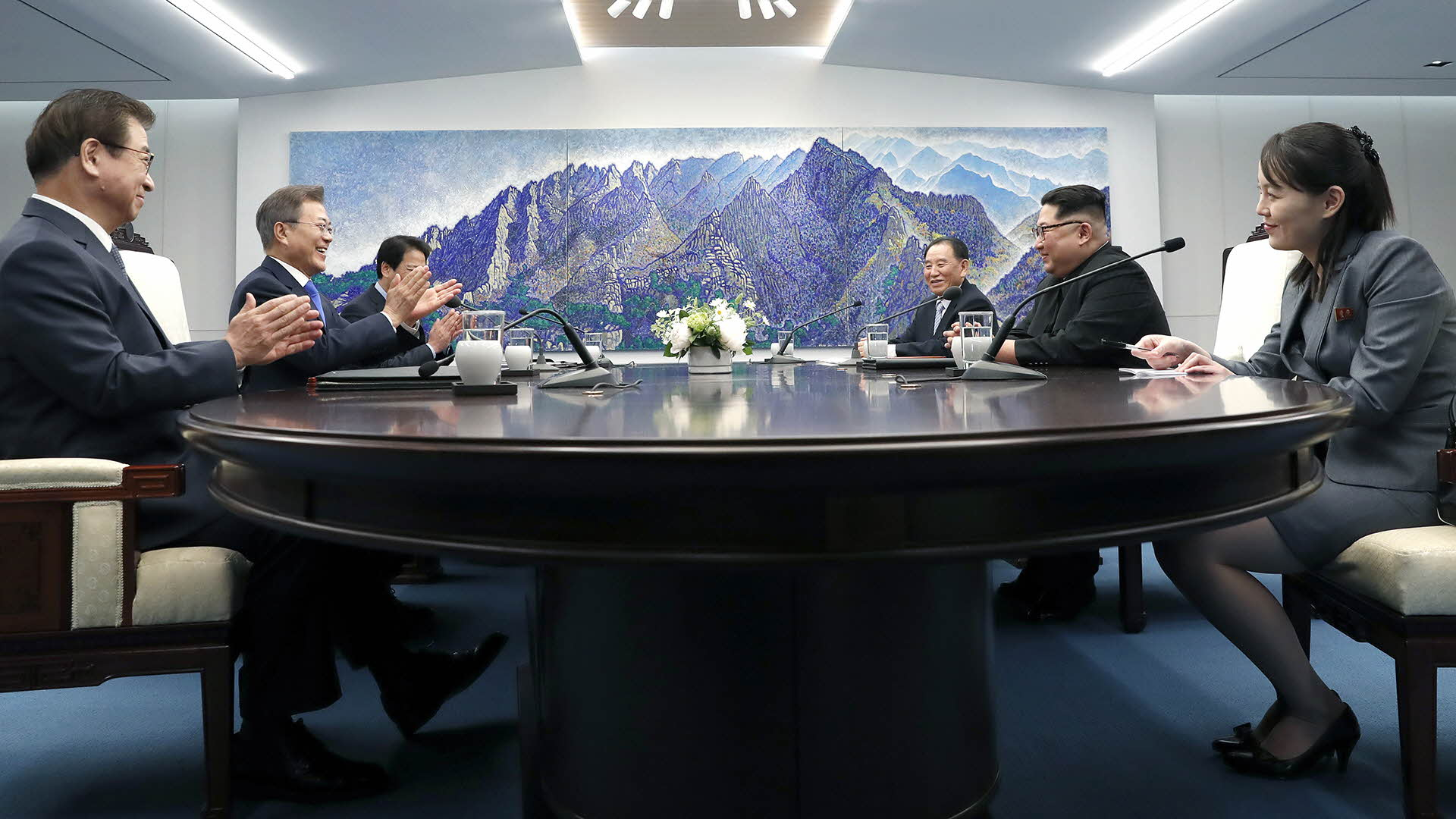
Discussion entre Kim Jong-un et Moon Jae-in dans la Maison de la Paix.
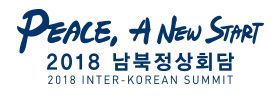
Logo officiel du sommet.
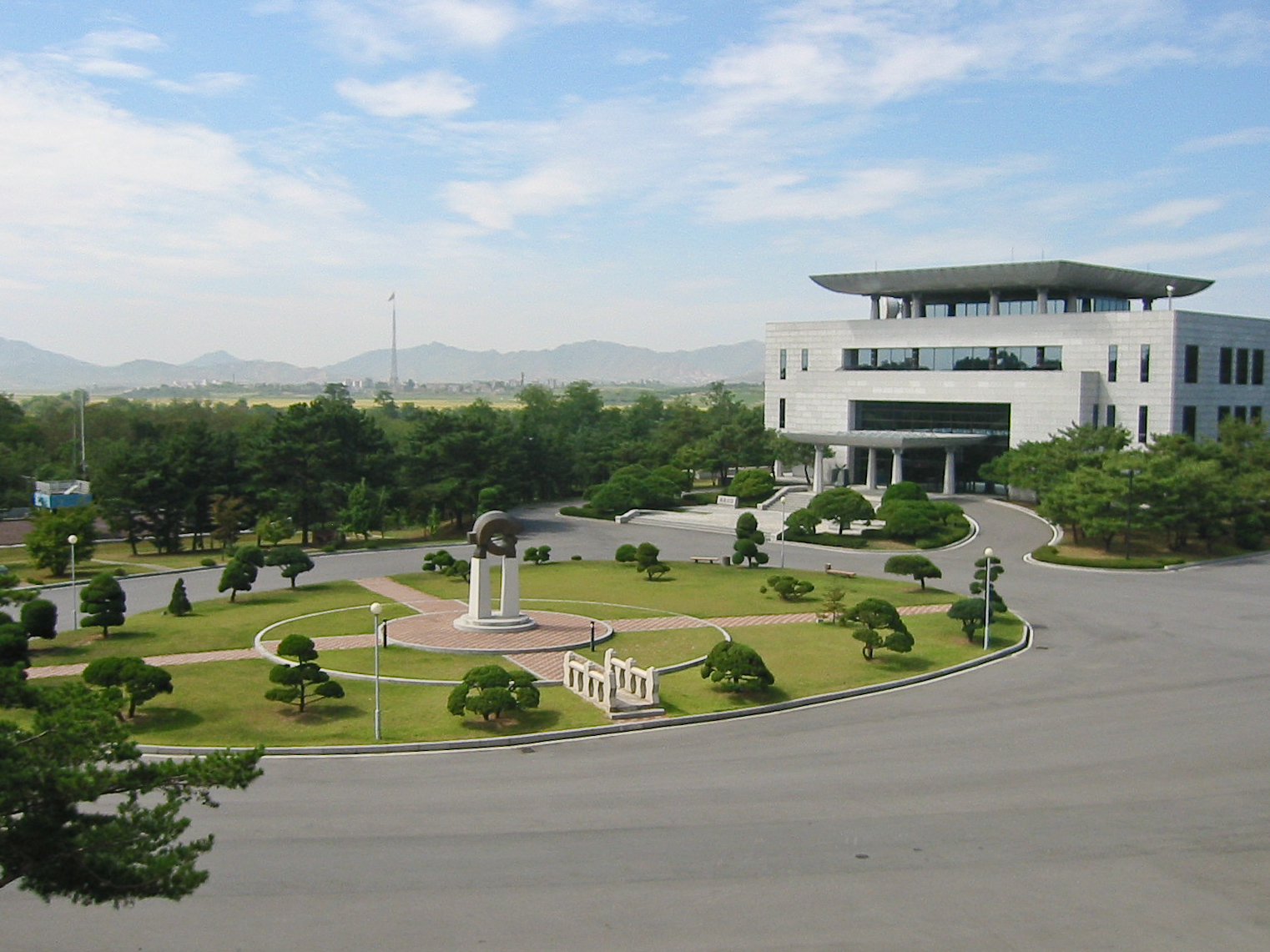
Panmunjeom, lieu de rencontre pour ce 3e sommet inter-coréen.
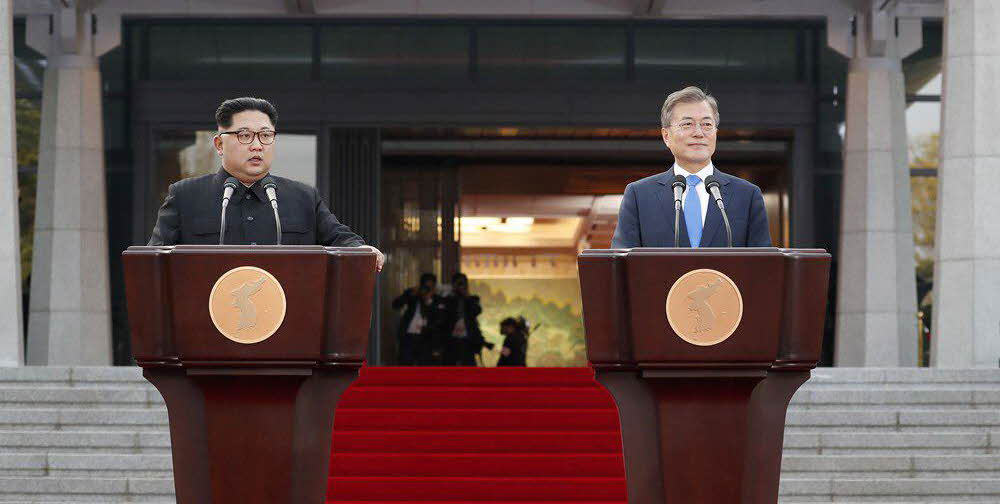
Discours commun entre Kim Jong-un et Moon Jae-in.